# 남페루 공화국
남페루 공화국(스페인어: Republica Sud-Peruana)은 1836년부터 1839년까지 존속했던 페루-볼리비아 연합의 3개 공화국 중 하나이다.
남페루는 1834년부터 1836년 사이까지 진행된 내전으로 인한 페루 공화국의 분열로 생긴 두 개의 국가 중 하나였다. 이 국가는 볼리비아와 함께 계획된 페루-볼리비아 연합의 구성 공화국으로 1836년에 설립되었다.

## 같이 보기
- 페루-볼리비아 연합
- 연합 전쟁